# Сонам Капур
Сонам Капур ((енгл. Sonam Kapoor, IPA:, рођена 9. јуна 1985. године у Мумбају) је индијска глумица која снима за Боливуд. Ћерка је такође познатог индијског глумца Анила Капура. Сонам је једна од најплаћенијих глумица која је добила многа признања укључујући и Филмферову награду. 
Своју глумачку премијеру је имала 2007. године у романтичној драми Saawariya. Свој први комерцијални успех је имала три године касније у романтичној комедији I Hate Luv Storys. Капур је глумила принцезу у филму Prem Ratan Dhan Payo из 2015. године, што је један од нјабољих Боливудских филмова свих времена

## Биографија
Сонам Капур је рођена у предграђу Мумбаја, 9. јуна 1985. године. Њен отац је такође глумац и продуцент Анил Капур, а њен деда Суриндер Капур је оснивач филмске компаније Анил Капур Филмс. Њена мајка Сунита је бивши модел и дизајнер. Сонам има две млађе сестре које се такође баве филмом. Фактички је цела фамилија Капур на овај или онај начин укључена у филмску индустрију.
Породица се преселила у предграђе Јуха када је Сонам имала само месец дана. Образована је у школи у Јуху, где је признала да је малтретирала дечаке. Била је одлична је у спортовима попут рагбија и кошарке. Била је наклоњена класичној музици и латинском плесу.
Први посао Сонам био је добила са 15 година и то као конобарица. Као тинејџер, поред класичних тинејџерских проблема имала је и здравствене: "Имала сам много питања везана за проблеме које сам могла имати. Била сам болесна, са осетљивом кожом и маљама по лицу!" Њој је била дијагностикована инсулинска резистенција и болест полицистичних јајника, и од тада је покренула иницијативу за повећање свиести о дијабетесу. Сонам је студије завршила у југоисточној Азији, у Сингапуру где је студирала позориште и уметност као припреме за универзитет. Након тога је отишла на Универзитет у Источном Лондону, али се убрзо вратила у Мумбај где је наставила да студира. Глумица Рани Мукери, пријатељица њене породице, је посетила Сонам у Сингапуру, док је радила на филму "Црни" (2005). Пошто је Сонам првобитно желела да буде редитељ и писац, изразила јој је жељу да буде члан екипе која је снимала тај филм и тада је она именована за помоћника директора филма.

### Филмска каријера
Током продукције филма Black, Сонам је показала интересовање за глумом па је директор филма Бхансали изјавио да жели да је баци у глуму у свом следећем филму, Saawariya. Саветовано јој је да мало смрша јер је тада тежила око 80 килограма. Силно митовисана за две године успела је да смрша 35 килограма. У свом првом филму играла је муслиманску жену која чека повратак свог љубавника кога глуми Ранбир Капур. То је био први индијски играни филм који је одрадио холивудски студио, Сони Пикчерс Ентертеинмент. Филм се показао као велики критички и комерцијални пропуст. Током 2009. године, Сонам је играла амбициозну певачицу у драми Делхи-6. Филм је добио променљиве критике од критичара. Рајев Масанд је назвао Капурову као "откривење".
Први њен филм у 2010. години била је романтична комедија "Мрзим Љубавне приче", са партнером Имран Каном. Играла је жену која одаје једнострану привлачност према фобичном сараднику. Кан је рекао о Капуриној: "Снимали би на сцену из више углова - три или четири сата радили на истој сцени, исте линије - а овде ова особа (Сонам Капур) доноси доследност и не мења ништа у свом раду, од начина на који говори, до њеног нагласка." Овај филм је био први комерцијални успех ове глумице, зарадивши 11 милиона долара широм свијета.
У 2011. години, Сонам је глумила у филму "Хвала вам", комедију о три жене које предају лекције њиховим мужевима. Филм је добио лоше критике. Затим је у романтичној драми режије Панкај Капур, "Мусам", која је такође била слабо примљена. Наредне године, Сонам је одиграла улогу компјутерског хакера у филму "Играчи", као римејк филма Италијански посао. Њена улога је оригинално написана за Катрину Кеф, која није била у могућности да глуми у филму. Иако су новинари имали велика очекивања, комерцијално је био велики промашај. Капурова серија лоше примљених филмова почела је да јој утиче на каријеру.
Сонамина улога у романтичној драми Raanjhanaa (2013) је била прекретница у њеној каријери. Она је у филму глумила Зоју Хедер, младу муслиманску студенткињу из Варанаса која је уплетена у политику након убиства њеног љубавника Сика. Да би се припремила за улогу, Сонам је комуницирала са студентима, присуствовала радионицама и вежбала са позоришним групама повезаним са универзитетом. Иако је филм добио мешовите критике, њена глума је похваљена. Са зарадом од преко 16 милиона долара филм је направио одличан комерцијални успех, а Сонам Капур је добила прву номинацију за награду Филмфаре за најбољу глумицу.

## Филмографија
| Films that have not yet been released | Филмови који још нису реализовани |

| Година | Наслов (на енглеском)  | Улога            | Напомене           |
| ------ | ---------------------- | ---------------- | ------------------ |
| 2005   | Black                  | —                | Асистент директора |
| 2007   | Saawariya              | Сакина           |                    |
| 2009   | Delhi-6                | Биту Шарма       |                    |
| 2010   | I Hate Luv Storys      | Симарм каур      |                    |
| 2010   | Aisha                  | Аиша Капур       |                    |
| 2011   | Thank You              | Сањана Малотра   |                    |
| 2011   | Mausam                 | Ајат Расул       |                    |
| 2012   | Players                | Наина Броганза   |                    |
| 2013   | Bombay Talkies         | себе             | извођење песме     |
| 2013   | Raanjhanaa             | Зоја Хедер       |                    |
| 2013   | Bhaag Milkha Bhaag     | Биро             |                    |
| 2014   | Bewakoofiyaan          | Мајера Сегал     |                    |
| 2014   | Khoobsurat             | Доктор Мриналини |                    |
| 2015   | Dolly Ki Doli          | Доли             |                    |
| 2015   | "Dheere Dheere"        | —                | музички            |
| 2015   | Prem Ratan Dhan Payo   | Маитчили Деви    |                    |
| 2016   | "Hymn for the Weekend" | —                |                    |
| 2016   | Neerja                 | Нејра Банот      |                    |
| 2018   | Sanju                  | Тина Муним       | снима се           |
| 2018   | Padman                 | Реа              | снима се           |
| 2018   | Veere Di Wedding       | TBA              | Снима се           |